# Pijavice
Pijavice este o localitate din comuna Sevnica, Slovenia, cu o populație de 64 de locuitori.